# 介護福祉学
介護福祉学（かいごふくしがく）とは自身の力のみでは生活を維持することが困難となってしまった高齢者、障害者など介護を必要としている者への支援に関する知識、技能などを研鑽することにより社会貢献を目指すという学問。現在の日本の大学、短期大学、専門学校、高等学校などの教育機関には介護福祉学を教育研究している学科、専攻、コースが置かれている所が幾つか存在しており、将来は介護福祉士など介護に携わる職業に就くことを目指している者の進学先となっている。